# Джаханшах
Музаффар уд-Дин Джаханшах-хан, Джихан-шах (азерб. Müzəffərəddin Cahanşah xan, перс. ابوالمظفر سلطان جهانشاه‎; 1397, Хой — 1467, Муш) — правитель государства Кара-Коюнлу с 1435 года по 1467 год, азербайджанский поэт. Писал лирические поэмы на азербайджанском под псевдонимом Хагиги. По мнению В. Минорского язык произведений туркомана Джаханшаха принадлежит к группе южно-туркоманских диалектов, которые известны под именем азербайджанский тюркский язык.

## Правление Джаханшаха
В 1447 году после смерти тимуридского султана Шахруха, сына Тимура, Джаханшах стал единоличным правителем завоеванных земель. Воспользовавшись междоусобицами в тимуридском государстве, он к 1453 году завоевал весь Западный Иран, в том числе, Персидский Ирак и Фарсистан, разгромил войско тимуридского правителя Мирзы Ибрахима, покорил Гурган и Хорасан, а в июне 1458 года занял столицу тимуридских султанов — Герат. Границей между своим государством и Тимуридами он сделал пустыню Деште-Кевир. Однако вслед за этим тимурид мирза Абу Саид потребовал от Джаханшаха оставить наследственные земли Тимуридов. Одновременно Джаханшах получил известие о восстании в Азербайджане, поднятом его сыном Хасаном Али. Это обстоятельство вынудило его заключить с Абу Саидом мир, отказавшись от всего Восточного Ирана удержать за собой Персидский Ирак и Фарсистан. Оставив Хорасан, Джаханшах поспешил вернуться в Азербайджан и подавил в 1459 году восстание Хасана Али. С султаном Абу Саидом он сохранил тесный союз, позволивший обеим сторонам бороться с внутренними междоусобицами в своих государствах.

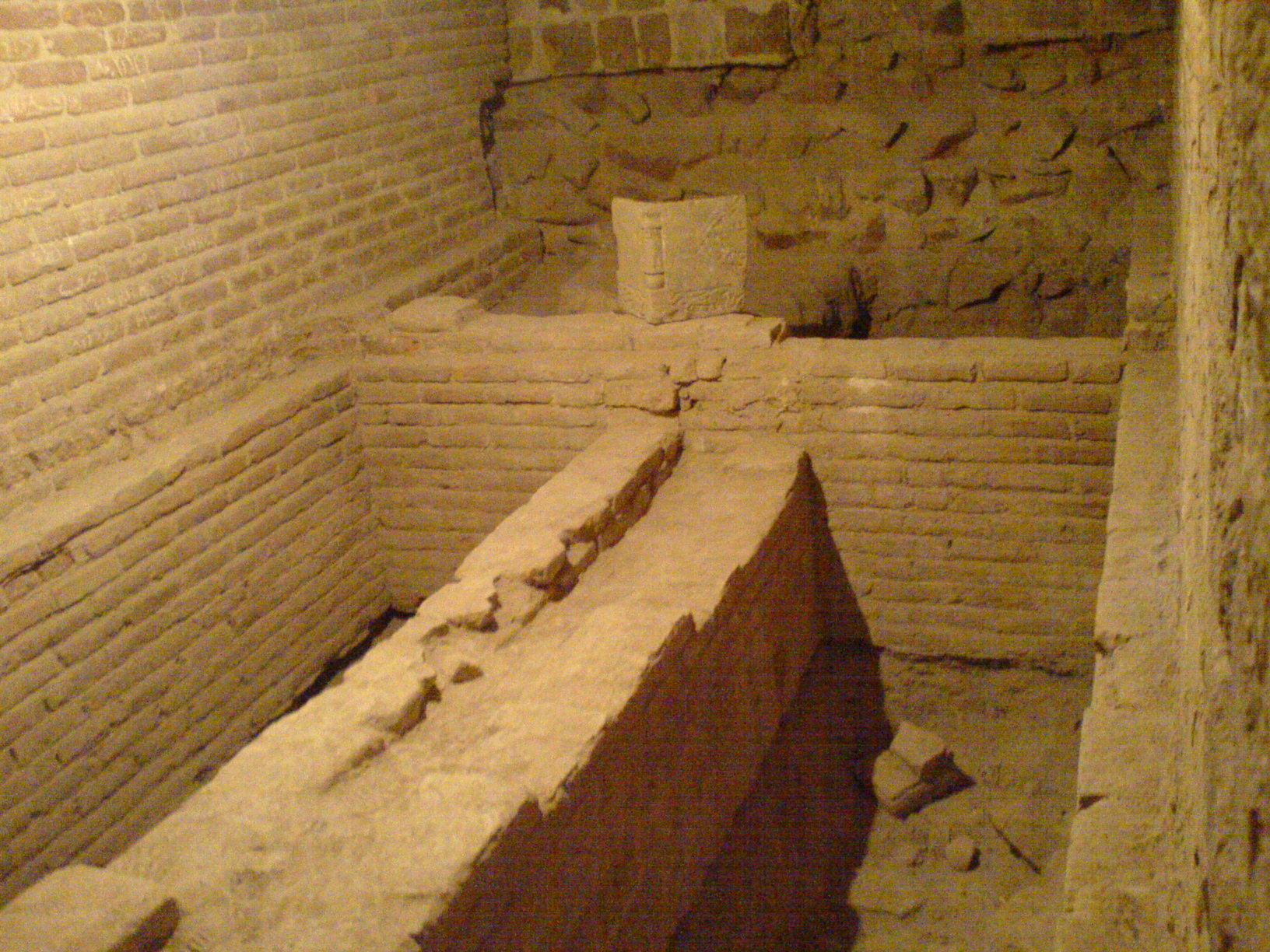
Могила Джаханшаха в южной части Голубой мечети в Тебризе

Государство Кара-коюнлу при Джаханшахе находилось в постоянной вражде с государем Ак-Коюнлу. На западных границах происходили частые военные столкновения, и к концу 50-х годов XV века Кара-Коюнлу утратили большую часть Курдистана и Армении. Значительно усиление мощи племен Ак-Коюнлу под властью Узун-Хасана стало причиной нараставших военных конфликтов между войсками Кара-Коюнлу и Ак-Коюнлу. В мае 1467 года на Мушской равнине, в Армении, произошло решающее сражение между ними, которое закончилось полным поражением войск Кара-Коюнлу. Войско Ак-Коюнлу стало преследовать Джаханшаха, отступавшего из Армении в Азербайджан. Во время привала Джаханшах был настигнут всадниками Узун-Хасана и был ими обезглавлен.
После гибели Джаханшаха на престол вступил один из его двух сыновей Хасан Али. Другой сын, Хусейн Али был дервишем и вскоре был убит. Хасан Али, взявший бразды правления, собрал небольшие остатки былого войска у Маранда в Иранском Азербайджане для нового сражения с войском Ак-Коюнлу, однако первое же сражение в 1468 году закончилось для него и его войска гибелью. Все владения государства Кара-Коюнлу отошли к Узун-Хасану, а большая часть подвластных ему племен влилась в состав государства Ак-Коюнлу. Таким образом, Хасан Али был последним правителем Кара-Коюнлу, с гибелью которого закончилась история существования этого государства.
Джаханшах считается самым могущественным из правителей Кара-Коюнлу. Он был человек хорошо образованный и обладал тонким художественным вкусом, собирал при своем дворе поэтов, возводил в Тебризе и других городах изящные постройки, по его приказу в 1465 году была построена Голубая мечеть в Тебризе. При всём этом хронисты пишут, что Джаханшах был жестоким правителем и не соблюдал исламские традиции, был очень недоверчивым и подозрительным. Также Джаханшаха обвиняли в еретических убеждениях (будто бы он сочувствовал крайней шиитской секте али-аллахи). Но даже враги Джаханшаха признавали его государственные способности.
В 1462 году Абд ар-Раззак Самарканди описал правление Джахан-шаха следующим образом: «Благодаря благожелательному управлению (хусн-и инаят ва лутф-и атифат) Мирзы Джахан-шаха Азербайджан был очень процветающей страной. Этот благонамеренный государь стремился вершить правосудие, обеспечить процветание страны и уважительно относиться к своим подданным. Столица Тебриз своим многочисленным населением и преобладанием спокойствия подражала Египту (миср-и джами). Молва о хорошем поведении того благополучного царя распространилась по всему свету. Жители его богоохраняемого царства, равнодушные к стрелам событий, наслаждались покоем».

## Поэзия
Диван Джаханшаха, хранящийся в Матенадаране (Армения), состоит из газелей, месневи и рубаи, написанных на азербайджанском и персидском языках. Избранные стихотворения его на азербайджанском были изданы в издательстве «Язычы» (Баку) в 1986 году, на русский были переведены Т. Стрешневой всего 2 стихотворения и изданы в сборнике «Врата древнего Востока».

## Семья
Джаханшах был женат несколько раз. Из его жен известны: дочь императора Трапезунда Алексея IV Комнина и Джана Бегум (дочь Таджуддина Раджаба ибн Афридуна).
Сыновья:
- Пирбудаг (? — 1466), губернатор Исфахана и Фарса, а позднее Багдада. Убит Мирза Мухаммадом.
- Хасан Али, султан Кара-Коюнлу (1467—1468), преемник своего отца.
- Мирза Мухаммад, зять Джахангира Бека. Захвачен 11 ноября 1467 года в битве при Чапакчуре и казнен.
- Мирза Юсуф, султан Кара-Коюнлу (1468—1469), захвачен 11 ноября 1467 года в битве при Чапакчуре и ослеплен. Казнен Огурлу-Мухаммад-беком 22 октября 1469 года.
- Касим Бек

Дочери:
- Салиха Хатун
- Хабиба Хатун
- Дочь, вышла замуж за потомка Ниматуллы Вали
- Дочь, вышла замуж за тимурида Султана Мухаммада.